# بكورية حقلية

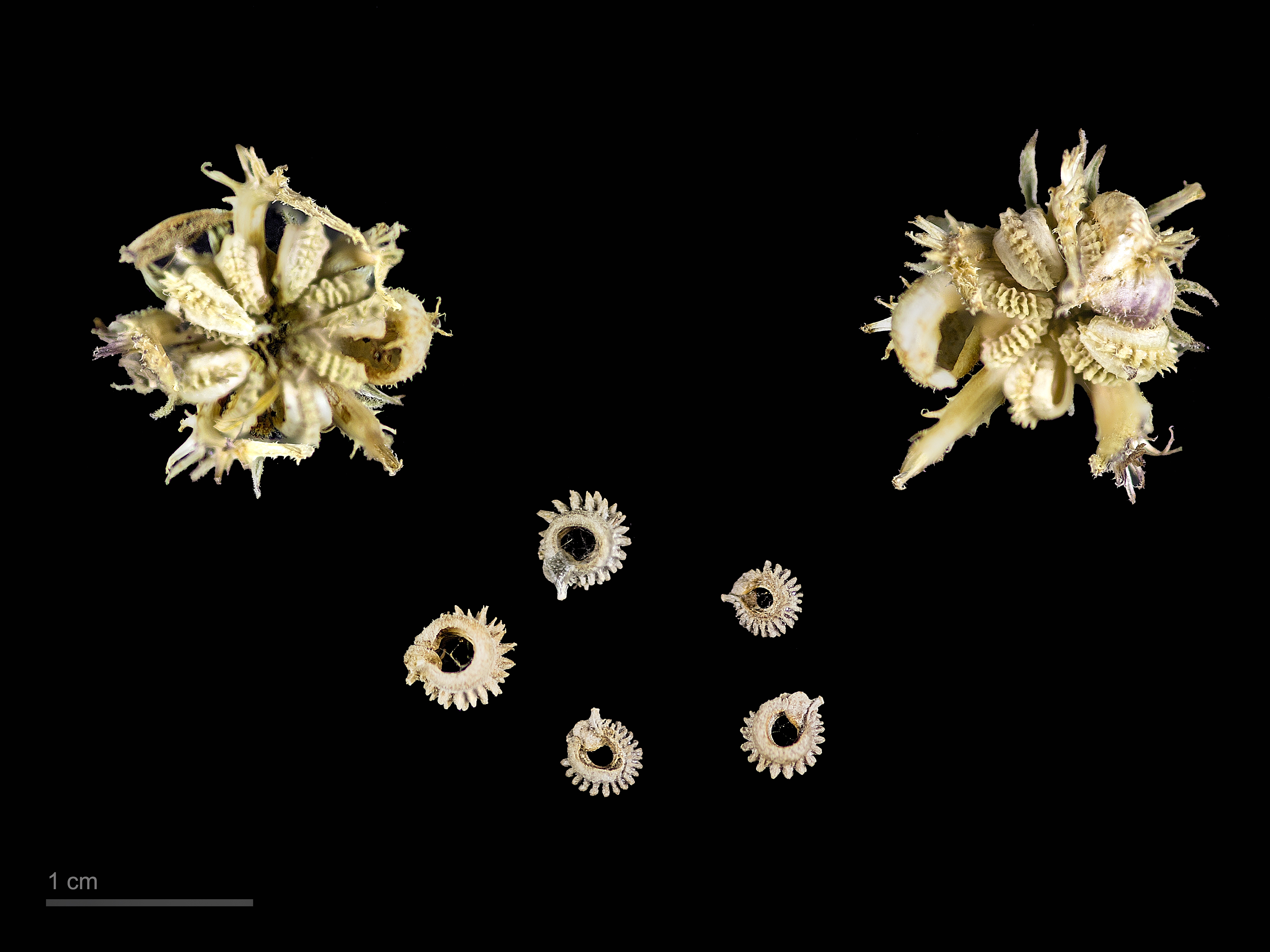
Calendula arvensis

البكورية الحقلية أو الآذريون الحقلي أو قوقحان أو الحنوة أو آذَرْيُون الحُقُول أو المُطَيْن أو الزُّبَيْدَة نوع نباتي يتبع جنس البكورية من الفصيلة النجمية.

## الموئل والانتشار
ينتشر النبات في حوض البحر الأبيض المتوسط من بلاد الشام ومصر والمغرب العربي إلى أوروبا إضافة إلى القوقاز.

## مرادفات للاسم العلمي
- (باللاتينية: Caltha arvensis Vaill.)
- (باللاتينية: Calendula officinalis subsp. arvensis (Vaill.) Fiori)
- البكورية المصرية (باللاتينية: Calendula aegyptiaca)